# Vértesalja
A Vértesalja – vagy másképpen a Bársonyos – dombság kistáj, a Vértes és a Kisalföld között

## Leírása
A Vértes északi előterében található enyhén hullámos, alacsony fekvésű dombság, amely valaha a hegylábfelszínéhez tartozott, míg az Által-ér völgye le nem választotta. A hullámos felszínt deráziós, eróziós-deráziós völgyek és deráziós dombhátak tarkítják. Átlag magassága 120-296 méter közötti, Észak felé lejt. Homokos pannonkori rétegek s a Duna jégkori kavicsteraszain felhalmozódott homokdombok alkotják. Területének majdnem felén agyagbemosódásos barna erdőtalaj a jellemző, míg az alacsonyabb térszíneken barnaföld és csernozjom barna erdőtalaj jött létre. Mészlepedékes csernozjom elszórtan található.

## Élővilága
Növényzete keveredik a Dunántúli-középhegységi és az Alföldi flóravidék növényzetével.
- déli részén telepített faállomány és jellegtelen gyepszintű, csertölgy alkotta erdők, tölgyesek: cser és kocsányos tölgyesek, gyertyános kocsányos tölgyesek (gyöngyvirág, szagos müge, keltikefajok) borítják.A patakok mellett égeres ártéri erdők találhatók.
- az északi rész szántóföldekkel, településekkel tarkított. A megmaradt természetesebb növényzetű foltok többnyire különféle gyepek: homoki sztyepprétek, kisebb nyílt homoki gyepek. Az Ászár-Neszmélyi borvidék szőlőtermesztésre kiválóan alkalmas része.

## Története

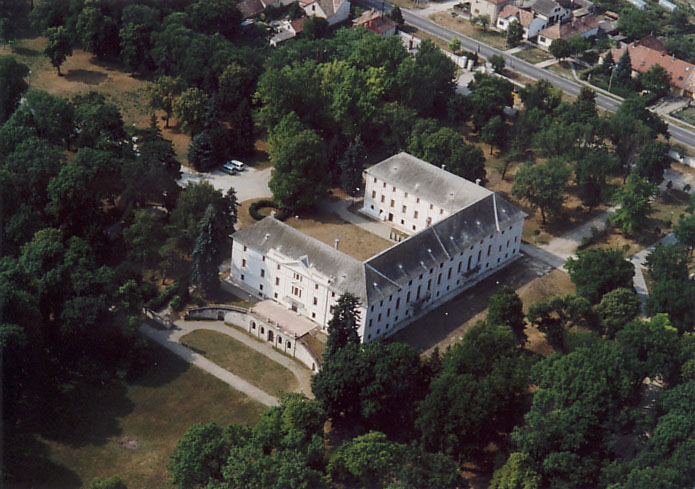
Batthyány-kastély - Bicske

A Bársonyos nevet Kézai Simon említi krónikájában, III. Henrik német-római császár 1051. évi hadjáratával kapcsolatban. A monda szerint a menekülő németek itt dobálták el bársony párnáikat és innen kapta a hegy a nevét.

## Települések
A Vértesalja kistérség települései: Alcsút, Bicske, Bodmér, Csabdi, Csákvár, Etyek, Felcsút, Gánt, Mány, Óbarok, Szár, Tabajd, Újbarok, Vál, Vértesacsa, Vértesboglár